# Déborah Lassource
Déborah Lassource (* 22. September 1999 in Maisons-Laffitte) ist eine französische Handballspielerin.

## Karriere

### Im Verein
Déborah Lassource spielte für Paris 92 und war Kapitänin der Mannschaft. Im Sommer 2024 wechselte sie zum deutschen Erstligisten Borussia Dortmund.

### In Auswahlmannschaften
Mit der französischen Juniorinnen-Nationalmannschaft gewann sie die Gold-Medaille bei der U19-Europameisterschaft 2017. Mit der A-Nationalmannschaft nahm sie an der Europameisterschaft 2022 teil und belegte dort den 4. Platz, nachdem sie im Spiel um Platz 3 an Montenegro scheiterten. Mit Frankreich gewann sie die Weltmeisterschaft 2023.

## Privat
Ihre Schwester Coralie Lassource spielt ebenfalls Handball.